# Penologie
Penologie is de wetenschap die zich bezighoudt met het onderzoeken van de effectiviteit van formele straffen.

## Herkomst
De term is afgeleid van het Latijnse poena, dat straf betekent. Het Oudgriekse ποινή ligt dan weer aan de basis van het Latijnse poena, en voor de Grieken betekende het schadevergoeding of zoengeld. Met het achtervoegsel -logie (van het Griekse Λογος = kennis) verankert de penologie haar methodologie expliciet aan die van de empirische wetenschap.
Als onderdeel van de criminologie bestudeert zij de straffen voor zover ze georganiseerd worden door een overheidsapparaat. Boetes, gevangenisstraf en alternatieve straffen zoals werkstraffen vormen de kern van haar onderzoeksobject.
Lynchpartijen, ouderlijk gezag of nablijven op school vallen niet onder de penologie omdat zij niet georganiseerd worden door een overheid. Om die studie goed te kunnen doen, omvat het veld van de penologie ook de beschrijving en inventarisatie van het hele strafproces, te beginnen bij de vaststelling van de misdaad, over de veroordeling tot de uiteindelijke vrijlating.